# Julia Morgan

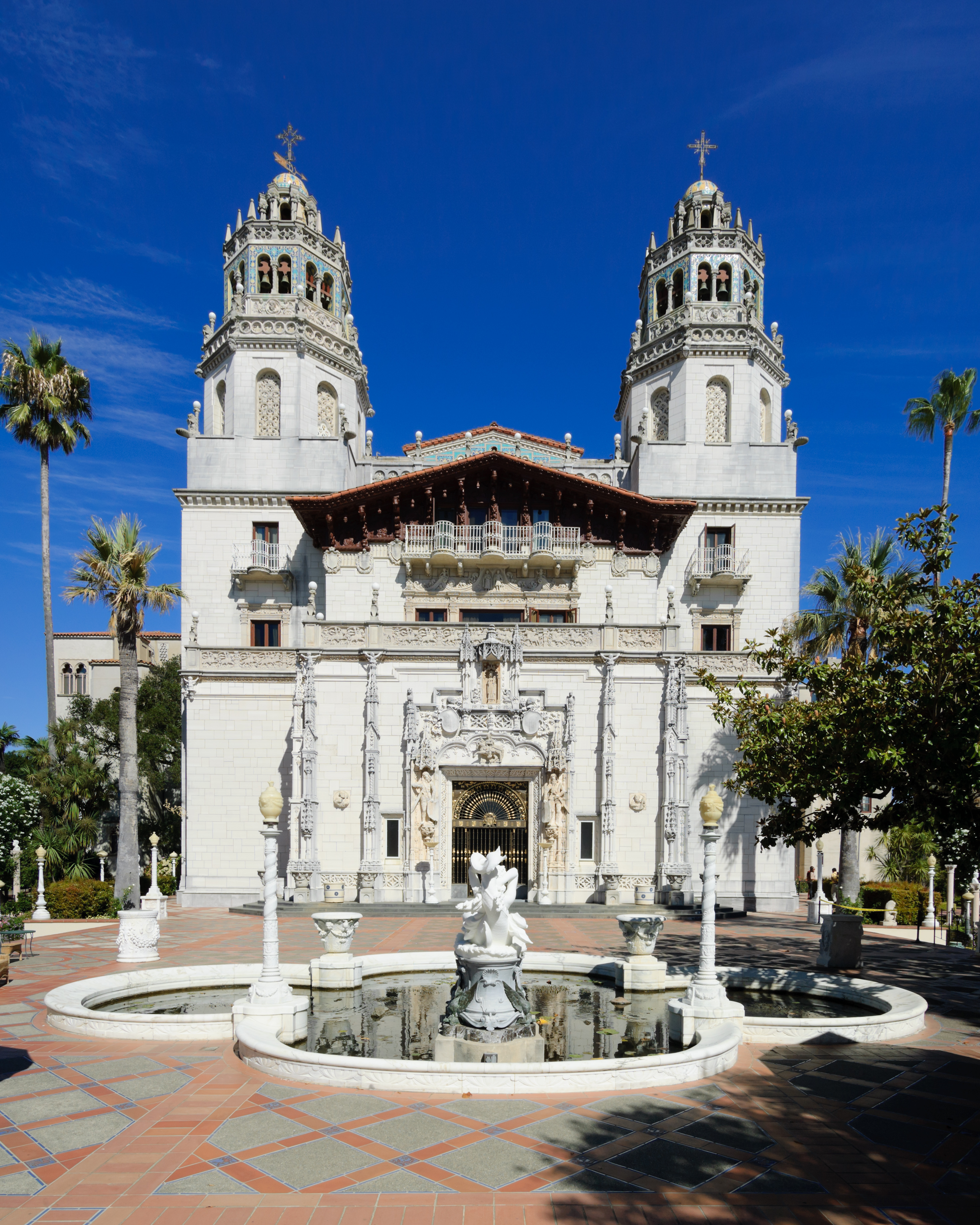
Hearst Castle i Kalifornien, ritat av Julia Morgan.

Julia Morgan, född 20 januari 1872 i San Francisco, Kalifornien, död 2 februari 1957 i San Francisco, Kalifornien, var en amerikansk arkitekt verksam i Kalifornien. Hon gjorde sig känd som en av de första kvinnliga arkitekterna i USA.

## Utbildning
Morgan var dotter till Charles Morgan och Eliza Parmelee Morgan och växte upp i en övre medelklassfamilj. Hon blev den första kvinnan någonsin att utbilda sig till civilingenjör vid University of California, Berkeley, med examen 1894. Hon flyttade till Europa 1896 med avsikt att studera arkitektur vid École nationale supérieure des Beaux-Arts i Paris, men det dröjde två år innan hon blev antagen. Hon fick göra inträdesprovet tre gånger och fick vid det sista försöket 13:e bästa resultat bland 392 sökande; hon skrevs in på arkitekturprogrammet den 14 november 1898. Hon blev färdig arkitekt 1902, igen som den första kvinnan i skolans historia.

## Karriär
Efter återkomsten till USA anställdes Morgan inledningsvis av arkitekten John Galen Howard för att 1904 grunda sin egen byrå. Ett av hennes första betydande uppdrag var rekonstruktionen av Fairmont Hotel i San Francisco som hade förstörts i 1906 års jordbävning. Detta projekt gav henne ett gott rykte och ledde till att hon snart blev eftersökt som arkitekt. Under sin verksamhetstid ritade hon sammanlagt över 700 hus, både offentliga byggnader och bostadshus. Bland hennes verk märks särskilt residenset Hearst Castle, som tog över 20 år att färdigställa.
Morgan avbröt arkitektverksamheten 1946 för att i flera år resa runt om Europa och Sydamerika, och lade ner sin byrå 1951.

## Priser och utmärkelser
Julia Morgan utnämndes till hedersdoktor vid University of California, Berkeley den 15 maj 1929. Som erkännande för sitt arbete som Kaliforniens första kvinnliga arkitekt upptogs hon i California Hall of Fame i december 2008. Hon tilldelades postumt American Institute of Architects guldmedalj 2014 och blev därmed den första kvinnan att erhålla utmärkelsen.